# Винклер, Владимир Францевич
Влади́мир Фра́нцевич Ви́нклер (имя при рождении František Winkler; 1884 \ 1 июня 1885—18 июня 1956) — чешский скульптор, наиболее известный благодаря своим фасадам зданий в Омске и Владивостоке, где он жил в начале XX века. В России он взял имя Владимир.

## Биография
Франтишек Винклер родился в городе Пршерове, рядом с Оломоуцем, в самом сердце Моравии, входившей тогда в состав Австро-Венгерской Империи. Носил фамилию деда – меховщика Яна Винклера, так как был незаконнорождённым. Его мать Каролина впервые вышла замуж в 1893 г. за кровельщика Драбека, умершего через пять лет брака от туберкулеза, затем она вышла замуж за 
помощника плотника Яна Влчека, в браке родилось много детей . После окончания школы в 15 лет он уехал учиться в Прагу. В 1908 году окончил пражскую Школу прикладного искусства, где учился в мастерской Станислава Сухарды. 6 февраля 1909 г. (по копии выписки из церковной книги) 24-летний Франтишек Винклер женился на 23-летней Анежке Марешовой. В этом же году у них родилась дочь Власта, в 1912 родился сын Святоплук. До войны жил и работал скульптором-декоратором в Пршерове . 
Во время Первой мировой войны Франтишек был фотографом на русско-германском фронте и 30 марта 1915 года попал в плен. Его направили в Омск, где он оказался единственным скульптором с академическим образованием. Бурно развивающемуся городу пригодился талант Винклера, украсившего фасады самых крупных проектов того времени: зданий Нового городского театра (теперь Омский академический театр драмы), Управления Омской железной дороги (с 1961 года в здании располагается Омский государственный университет путей сообщения), Коммерческого училища, синема «Кристалл-Палас», Дома судебных установлений, здания Русско-Азиатской компании. Его монументальные работы создают лицо этих крупнейших городских строений.
Весной 1918 года Винклер женился на Е. П. Мусатовой и с началом Гражданской войны с перебазирующимся Чехословацким корпусом отправился во Владивосток, где пережил несколько смен власти и уже для Советской России создал такие произведения как монументальную композицию «Пролетарий, разбивающий цепи на земном шаре» на фасаде Дворца труда. Принято считать, что Винклер является автором скульптуры мемориала Чешским легионерам на Морском кладбище.
В 1928 году с семьёй отправился в Харбин, где тогда было много русских, там также пережил несколько войн, но продолжал работать. Умер в Харбине в июне 1956 года, похоронен на Успенском кладбище. После передачи КВЖД в юрисдикцию Китая дети Винклера разъехались из Харбина по разным странам: Елена в  Австралию, Владимир, Георгий (по-семейному Юра), Вера в СССР, Игорь, Мила (Марионилла) в Чехословакию .

## Галерея работ

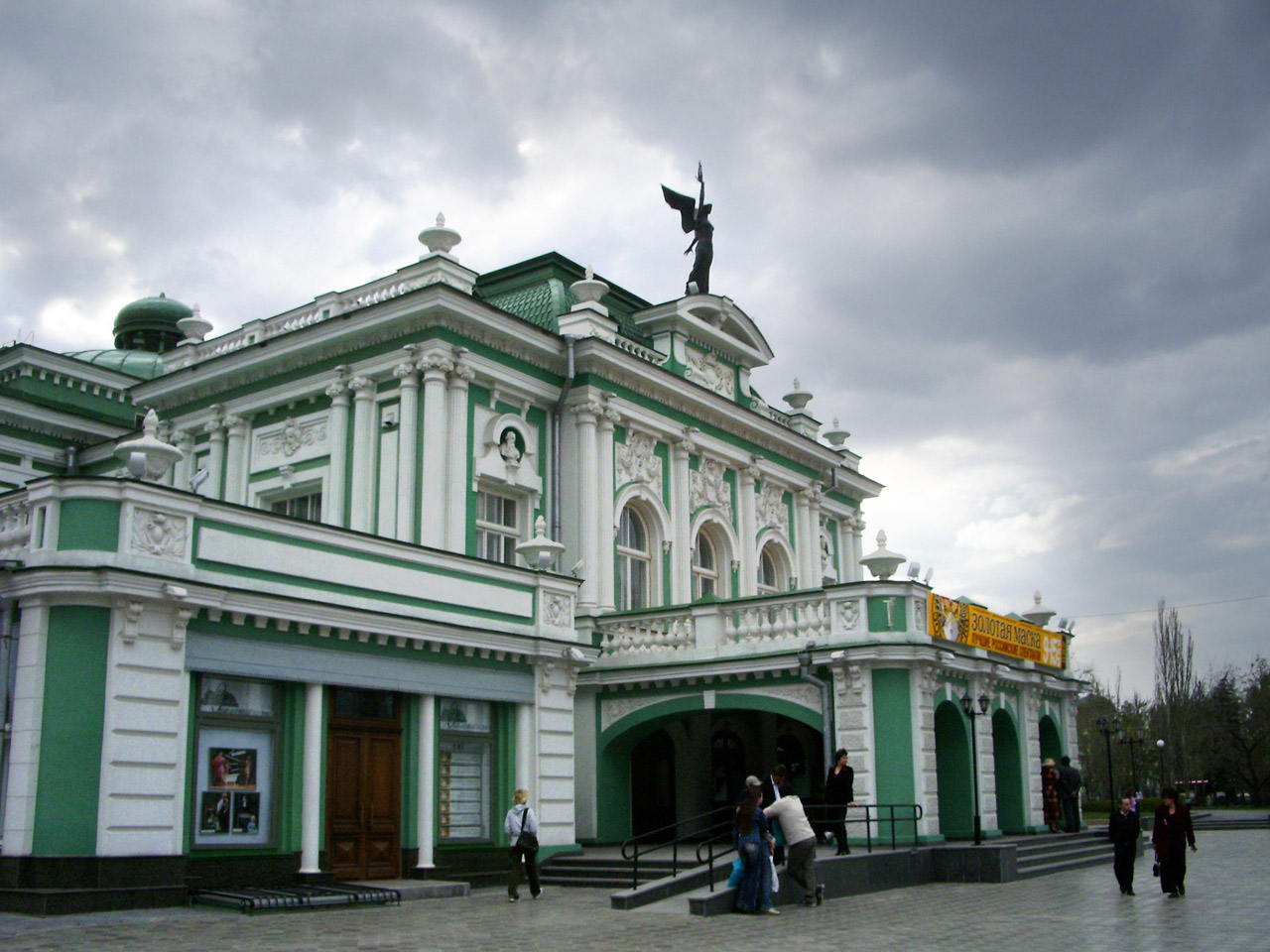
Омский академический театр драмы, архитектор И. Г. Хворинов, на фронтоне скульптура «Крылатый гений» Владимира Винклера
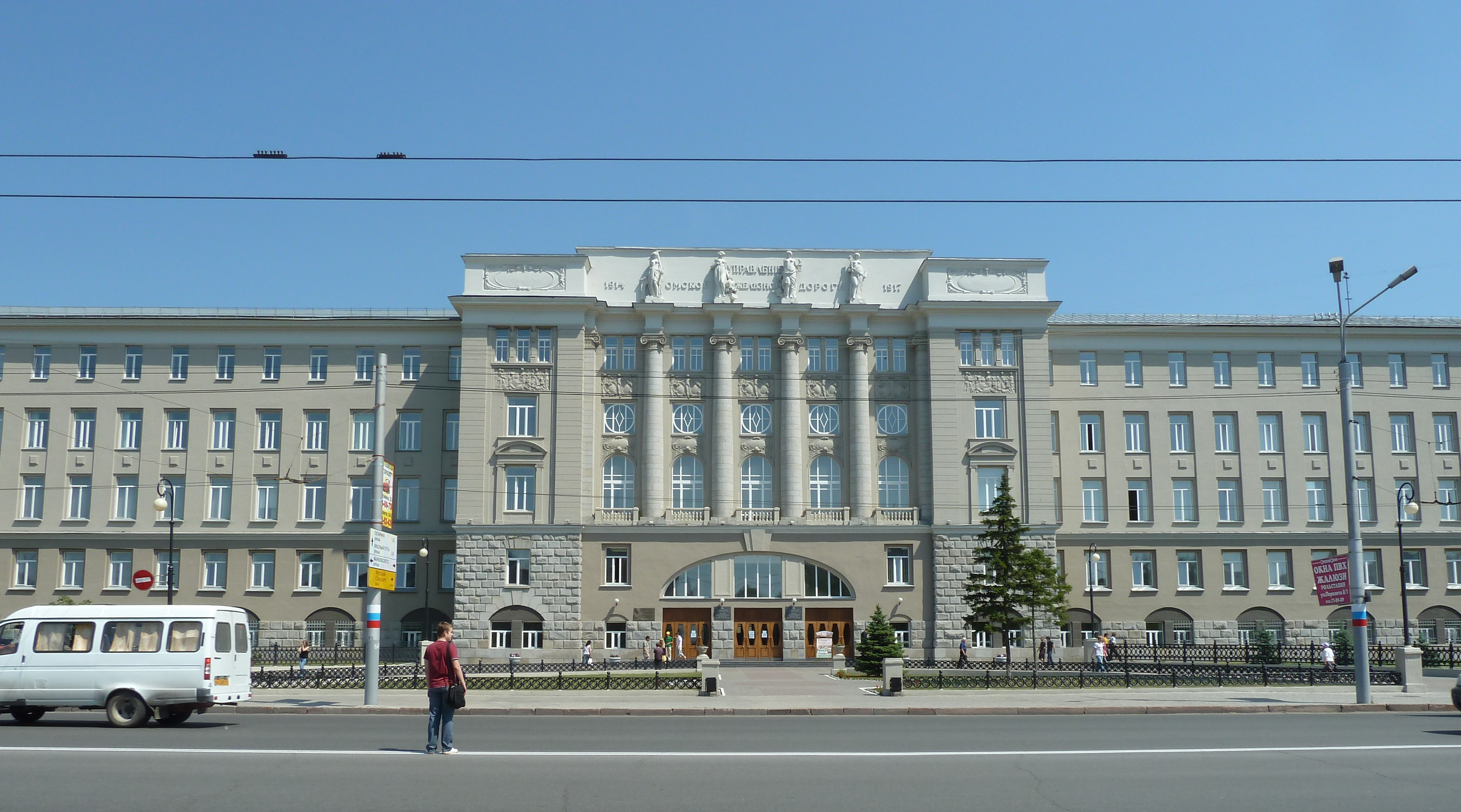
Омский государственный университет путей сообщения, архитектор Ф. И. Лидваль, на фронтоне скульптуры «Путь», «Тяга», «Движение», «Управление» В. Ф. Винклера
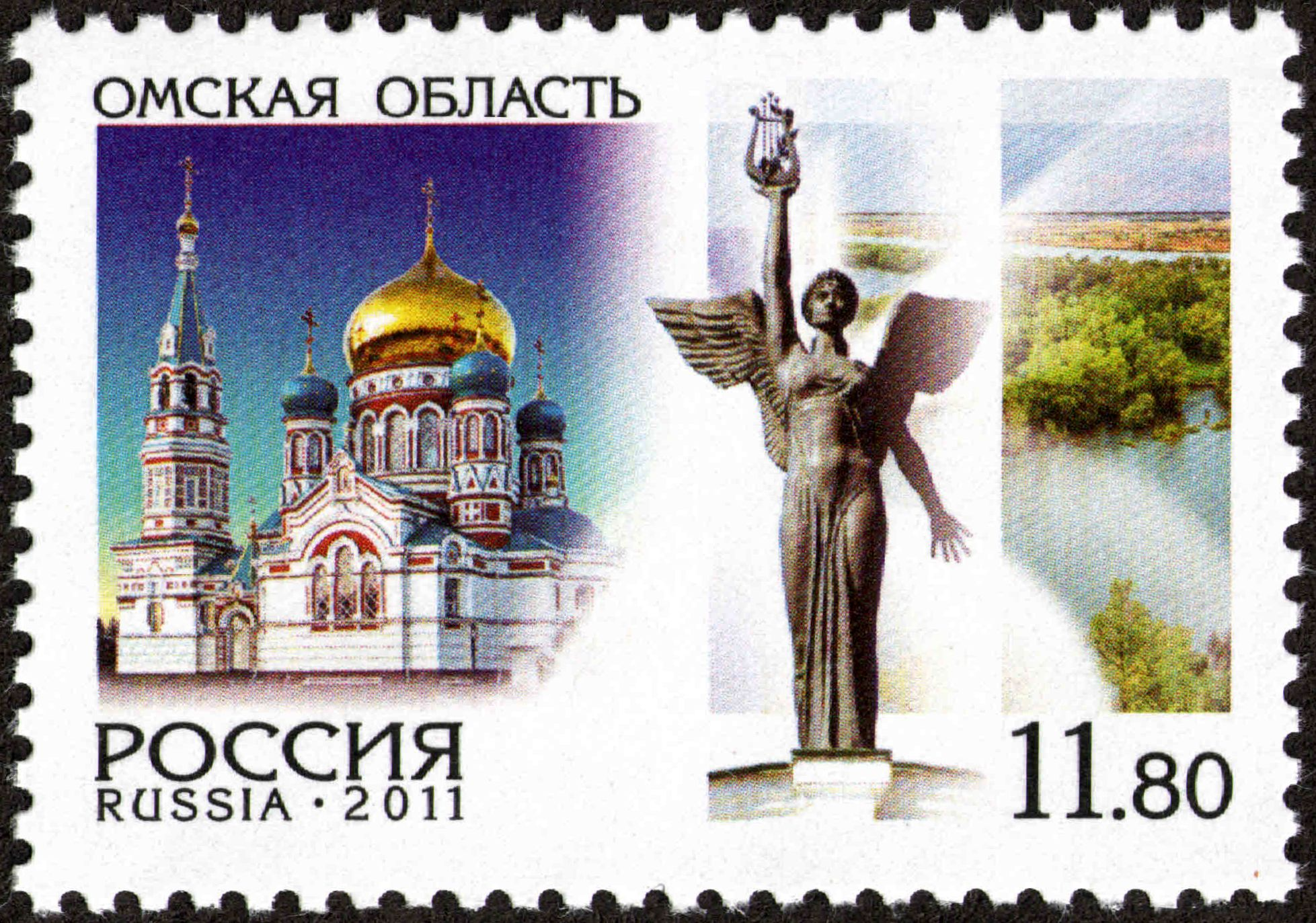
Скульптура «Крылатый Гений» (в центре) реконструкция работы В. Ф. Винклера, установленная на фронтоне Омского академического театра драмы (почтовая марка 2011 г.)
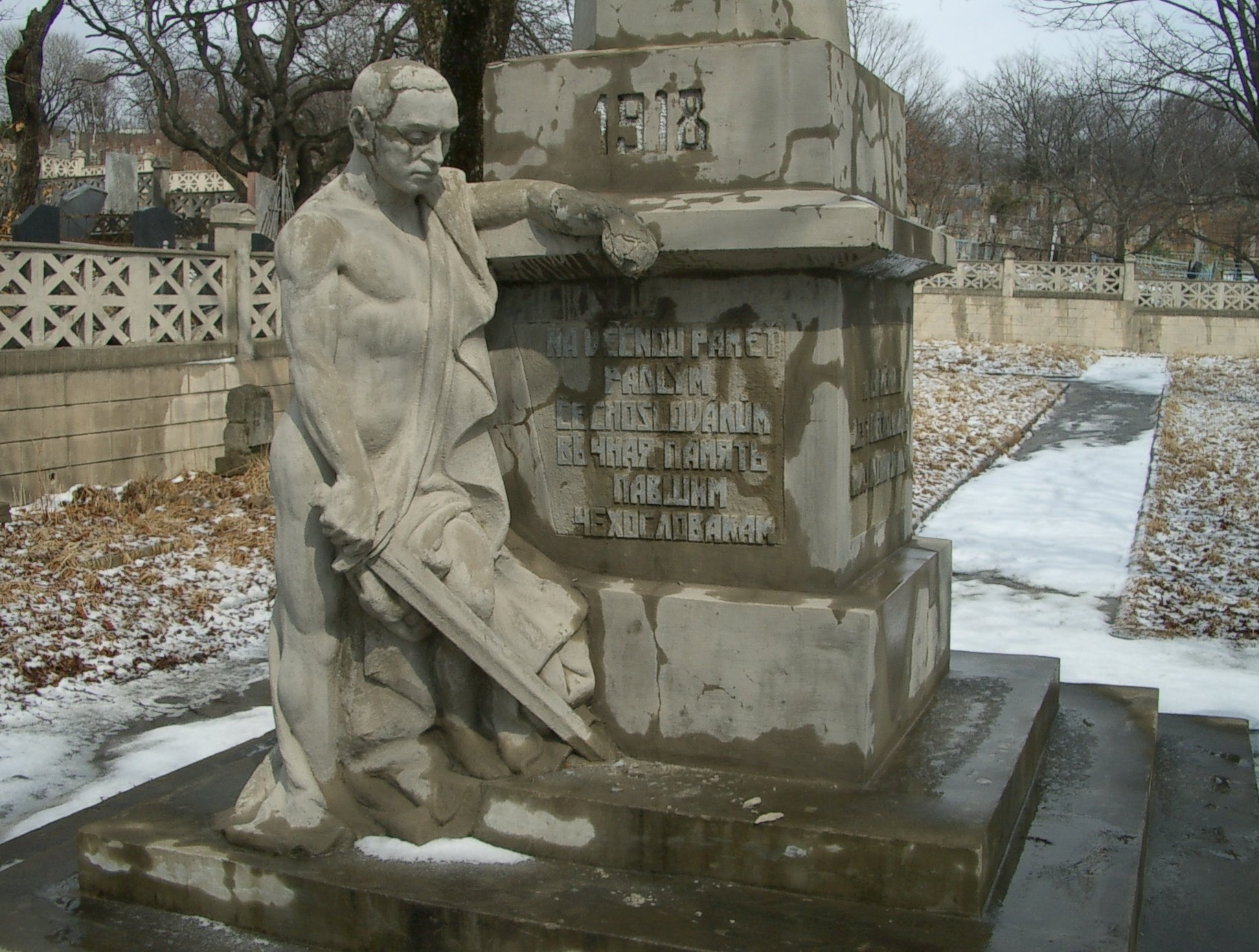
Памятник чешским легионерам на Морском кладбище во Владивостоке